# Istor-o Nal
Istor-o-Nal je třetí nejvyšší hora v pohoří Hindúkuš v Pákistánu. Název se používá pro masiv s jedenácti vrcholy s výškou nad 7000 metrů nad mořem. Vrchol se nachází několik kilometrů severovýchodně od Tirič Mír (nejvyšší hora pohoří Hindúkuš). Vzhledem k tomu, že Istor-o-Nal stojí za vyšším vrcholem Tirič Mír, není dobře viditelný.

## Prvovýstup
První pokus provedli Američané Joseph E. Murphy, Jr. a Thomas A. Mutch společně s jejich pákistánským styčným důstojníkem Ken Bankwalou. Američané vylezli kvůli špatné viditelnosti 8. června 1955 jen na vedlejší vrchol.
Prvovýstup na hlavní vrchol 12. srpna 1969 provedli Josep Manuel Anglada, Jordi Pons, Joan Cerda a Emili Civis v rámci španělské expedice.

## Vrcholy
Istor-o-Nal má jedenáct vrcholů. Mezi nimi jsou:
- Severní vrchol (7373 m)
- Jižní vrchol (7308 m)
- Západní vrchol (7300 m)